# Чунджон (ван Чосона)
Чунджон (кор. 중종, 中宗, Jungjong) — 11-й ван корейского государства Чосон, правивший в 1506—1544 годах. Имя — Ёк (кор. 역, 懌, Yeok). Второе имя — Накчхон.
Посмертные титулы — Конхи-тэван, Сонхё-тэван.

## Семья

### Дедушки и бабушки
- Отец: Сонджон (ван Чосона) (20 августа 1457 — 20 января 1494; кор. 조선 성종).
  - Дедушка: Докчон из Чосона[англ.] (1438 — 2 сентября 1457; кор. 조선 덕종.
  - Бабушка: Королева Инсу[англ.] из клана Хан из Чхонджу (7 октября 1437 — 11 мая 1504; кор. 소혜왕후 한씨).
- Мать: Королева Чонхён из клана Папхён Юн (21 июля 1462 — 13 сентября 1530; кор. 정현왕후 윤씨)[2].
  - Дедушка: Юн Хо (1424 — 9 апреля 1496; кор. 윤호).
  - Бабушка: госпожа Чон из клана Дамьян Чон (кор. 담양 전씨).

### Родители
| Категория | монаршая особа        | Дом (клан)                                                                       | Дата      | родитель                                                   | примечания |
| --------- | --------------------- | -------------------------------------------------------------------------------- | --------- | ---------------------------------------------------------- | ---------- |
| Отец      | Сонджон (ван Чосона). | Клан Ли (кор. 전주 이씨, 全州 李氏) из города Чхонджу в провинции Чхунчхон-Пукто | 1417—1468 | Седжон Великий и его жена — королева Инсу (소헌왕후 심씨,) | 9-й король |
| Мать      | Чонхи-ванху.          | Папён Юн из уезда Тамян провинции Чолла-Намдо                                    | 1418—1483 | Юнпон и его жена Инчон госпожа                             | ?          |

### Принцы
| Категория        | Чин                                                        | Имя          | Дата      | мать | Супруг (отец) примечание |
| ---------------- | ---------------------------------------------------------- | ------------ | --------- | --- | --- |
| Старший сын      | Поксокун (кор. 복성군, 福城君, Princess Pangeran Bongseong | Ми 미 (嵋)   | 1509-1533 | благородной королевской наложницы Кёпокпак 경빈 박씨 из дома (Клан Намьянг Хонг (1494—1581)                                                  | ? |
| Единственный сын | Хэанкун (海安君)                                           | Хый (희 㟓)  | 1511—1573 | благородной королевской наложницы Хун Сок-Вэй 숙의 홍씨 из дома (Клан Намьянг Хонг (1494—1581) (희빈 홍씨)                                   | Второе имя Бубэн, родился 15 июня 6 года Чунджона, умер 4 августа 6 года Сонджо, посмертное имя/титул Цзинси.; Госпожа Чинджу Рю (진주 류씨) с титулом Военная леди жена (부인, 夫人) с уезд (군, 郡) Чосон (조선).Госпожа Кочхан Син (거창 신씨) жена (부인, 夫人) с уезд (군, 郡) Икчхан (익창). |
| первый сын       | Гым Вонкун (錦原君)                                        | Ё 영 (岺)    | 1515—1545 | благородной королевской наложницы Хибин Хонг (장경왕후 윤씨)                                                                                 | Умер при 12 ване. |
| первый сын       | Ёякун (錦原君)                                             | 거 (岠)      | 1521—1561 | супруги Чабин анщи창빈 안씨 из клана Клан Ансан Ан (2 сентября 1499 — 7 ноября 1549) (창빈 안씨)                                             | Госпожа Г-жа Сунхын-ан, (순흥 안씨) с титулом Военная леди жена (부인, 夫人) Кёнъян-гун(경양군) с уезд (군, 郡) Чосон (조선). |
| второй сын       | Докякун (德陽君)                                           | 기 (岐)      | 1524—1581 | супруги госпожа Сок 숙의 이씨 из клана Ансан Ан (2 сентября 1499 — 7 ноября 1549) (창빈 안씨)                                                | Г-н Андонг Квон, жена военнослужащего Ёнга. Родился сын 25 сентября 19-го года правления Чунджона и умер 22 июня 14-го года правления короля Сонджо. |
| категория ?      | 왕자                                                       | Ван (岏)     | 1528—1547 | благородной королевской наложницы Хвебин Хощи 희빈 홍씨                                                                                      | Андон Квон — пон корейской фамилии Квон, основатель Квон Хэн (настоящее имя Ким Хэн). Второе имя Цзыцзянь, родился 9 апреля 23-го года Чунджона, умер во втором году Мёнджона, посмертный титул 懿愍                                                                                               |
| категория ?      | Докхыдэвонгун                                              | Чо 초(岹)    | 1530—1559 | благородной королевской наложницы 창빈 안씨 Королевский благородный супруг Чанг из клана Ансан (2 сентября 1499 — 7 ноябрь 1549) (창빈 안씨) | Мистер Чон, крестный отец Хадонбу/ Стал отцом (1552) Сонджо (ван Чосона). |
| Второй сын       | Мечодэве (德陽君)                                          | Хван 환 (峘) | 1534—1567 | благородной королевской наложницы Мунчовеху юнщи (문정왕후 윤씨)                                                                             | вошёл в историю как король Мёнджон (ван Чосона) |

### Принцессы
| категория          | Чин                                                 | Имя                             | Дата                | мать | Супруг                                                                             |
| ------------------ | --------------------------------------------------- | ------------------------------- | ------------------- | --- | ---------------------------------------------------------------------------------- |
| Единственная дочь  | Принцесса Хёсонкоджу                                | Хехэ                            | 1511-1531           | Королева Чангён из клана Папхён Юн                                                                                         | Ёнсонви Ким Хый (кор. 연성위, 延城尉)                                              |
| самая старшая дочь | Принцесса Хэсы Очху (惠 靜 翁 主)                   | Чоль Хван (鐵環)                | 1512-1583           | Кюнбин | Кванчхонви 光 川 尉Ким Ингён (金仁慶) （1515－1583 гг.）                           |
| Наложница          | Хе Чжо Онджу 惠 靜 翁 主                            | Сокхван (石 環) железное кольцо | 1514—1580           | Кюнбин Парк | Дансонви (唐城) 尉hongyeo (洪 礪)                                                  |
| ?                  | Wengzhu.                                            | Лунное кольцо                   | 1516 -?             | Неизвестный (умер рано, титула нет.)                                                                                       | нет                                                                                |
| Наложница          | Принцесса Чон Сун Ончу                              | Чохан 정환 (貞環)               | 1517-1581           | Сок вон госпожа | Ли Чэнвэй (礪城尉) Сонин (宋寅)                                                    |
| Наложница          | Princess Hyojeong)                                  | (кор. 효정 옹주, Хючо Чу        | 1520 — февраль 1544 | Сок вон госпожа из клана Ли                                                                                                | Сон Воный Чоыйчо (순원위 ,淳原尉) 조의정 (趙義貞) известен как «Король Шин».       |
| Первая дочь        | Принцесса Ыйхэкочу (懿惠公主, Princess Uihye)       | Охе (옥혜 玉蕙)                 | 1521—1563           | Королева Мунджон | Чеон Вонви (청원위, 淸原尉) Хан Гён-(한경록 韓景祿)                                |
| Третья дочь        | ?                                                   | ?                               | 1522-1538           | Королева Окрон 玉蓮 | Нывинви 능원위 綾原尉 Кусаан 구사안( 具思顔)(1523-1562)                            |
| Пятая дочь         | Сокчоочу (淑靜翁主)                                 | Суван (수환) (守環)             | 1525-1564           | Сокый Ким госпожа 숙의 김씨 После смерти мужа у нее был роман с зятем, и она умерла, получив лекарство, приведшее к смерти | 능창위(綾昌尉) 구한 (具澣). Учился в 19-м году правления короля Мёнджона (1564 г.) |
| Четвертая дочь     | Принцесса Кехёнкочу (敬顯公主 Princess Gyeonghyeon) | (кор. 경현 공주 , Охён 玉 賢    | 1530-1584           | Королева Мунджон из клана Папхён Юн. У нее Родился сын Шэнь Шичжэнь (有一子申士禎).                                        | ?                                                                                  |
| Пятая дочь         | Принцесса Инсон (仁順公主 Princess Insun)           | ?                               | 1542—1545           | Королева Мунджон из клана Папхён Юн (2 декабрь 1501 — 5 май 1565)                                                          | Ёнчхонви (영천위) (靈川尉)                                                         |

## Правящие дома с 1506—1544 год
Во время правления короля Чунджон 11-й вана в 1506—1544 на политической арене действовали следующие кланы:
1. Королева Дангён Клан Геочанг Шинo (Geochang Shin clan) (7 февраль 1487 — 27 декабрь 1557) (단경왕후 신씨) — Нет проблем.
2. Королева Чангён из клана Папхён Юн[англ.] (10 августа 1491 — 16 марта 1515) (장경왕후 윤씨)
3. Королева Мунджон из клана Папхён Юн (Papyeong Yun clan) (2 декабря 1501 — 5 май 1565) (문정왕후 윤씨)[28][29]
4. Королевский благородный супруг Кён из клана Мирян Парк (Royal Noble Consort Gyeong of the Miryang Park clan) (1492—1533) (경빈 박씨)[30]
5. Королевский благородный супруг Хуэй из клана Намьянг Хун(Royal Noble Consort Hui of the Namyang Hong clan) (1494—1581) (희빈 홍씨)[31][32]
6. Королевский благородный супруг Чанг из клана Ансан Ан (Royal Noble Consort Chang of the Ansan Ahn clan) (2 сентября 1499 — 7 ноября 1549) (창빈 안씨)[33]
7. Королевский супруг Гви-ин(Royal Consort Gwi-in) Клан Чхонджу Хан (1500—1571) (귀인 한씨)[34]
8. Королевский консорт Сук-ой из клана Наджу На (Royal Consort Suk-ui of the Naju Na clan) (1489—1514) (숙의 나씨) — No issue.[35]
9. Королевский супруг Сук-ой (Royal Consort Suk-ui) Клан Намьянг Хонг[англ.] (숙의 홍씨)
10. Королевский консорт Сук-Ы из клана Ким (Royal Consort Suk-ui of the Kim clan) (?—1562) (숙의 김씨)[36]
11. Королевский консорт Сук-вон из клана Квон (Royal Consort Suk-won of the Kwon clan)(숙원 권씨) — No issue.oyal Consort Suk-won of the Lee clan (?—1520) (숙원 이씨)[37]

## Галерея

Могила короля Чонджона
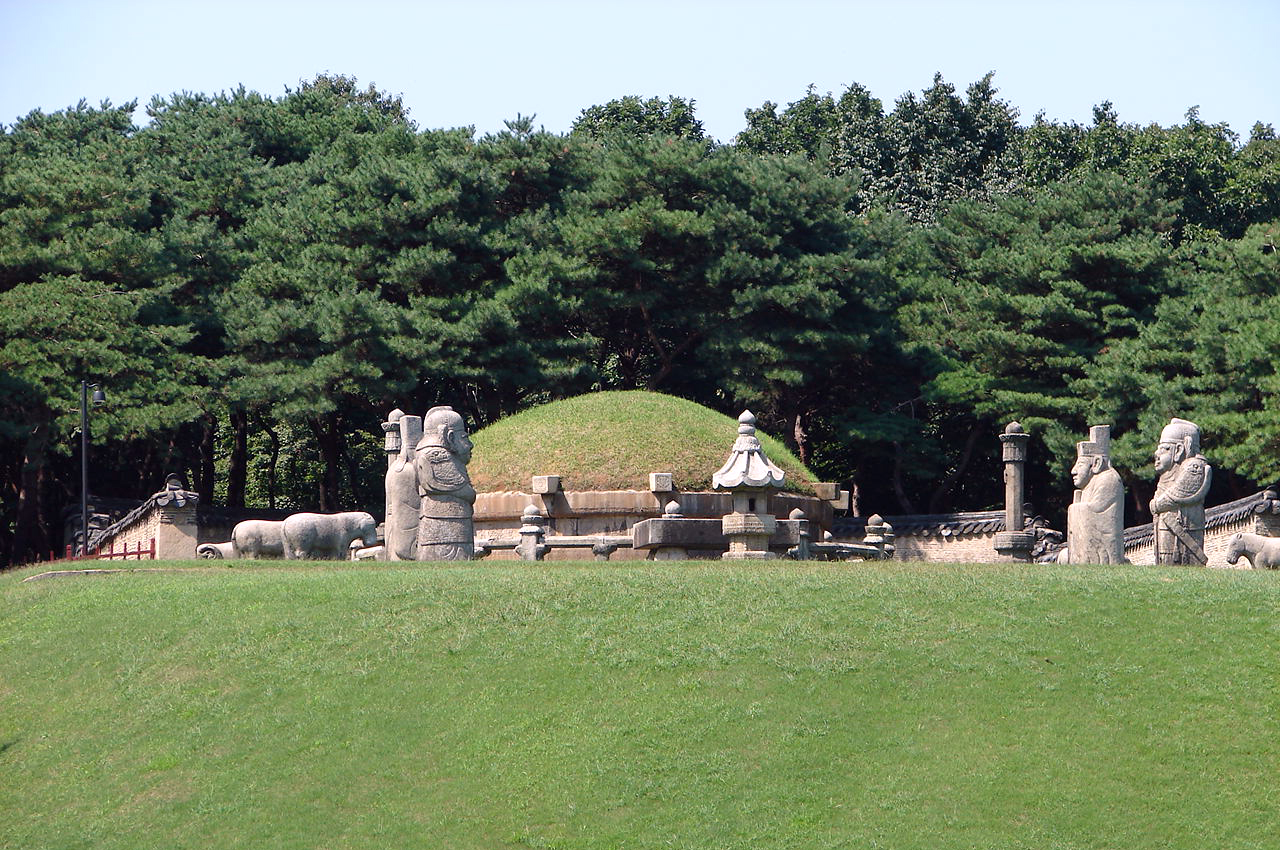
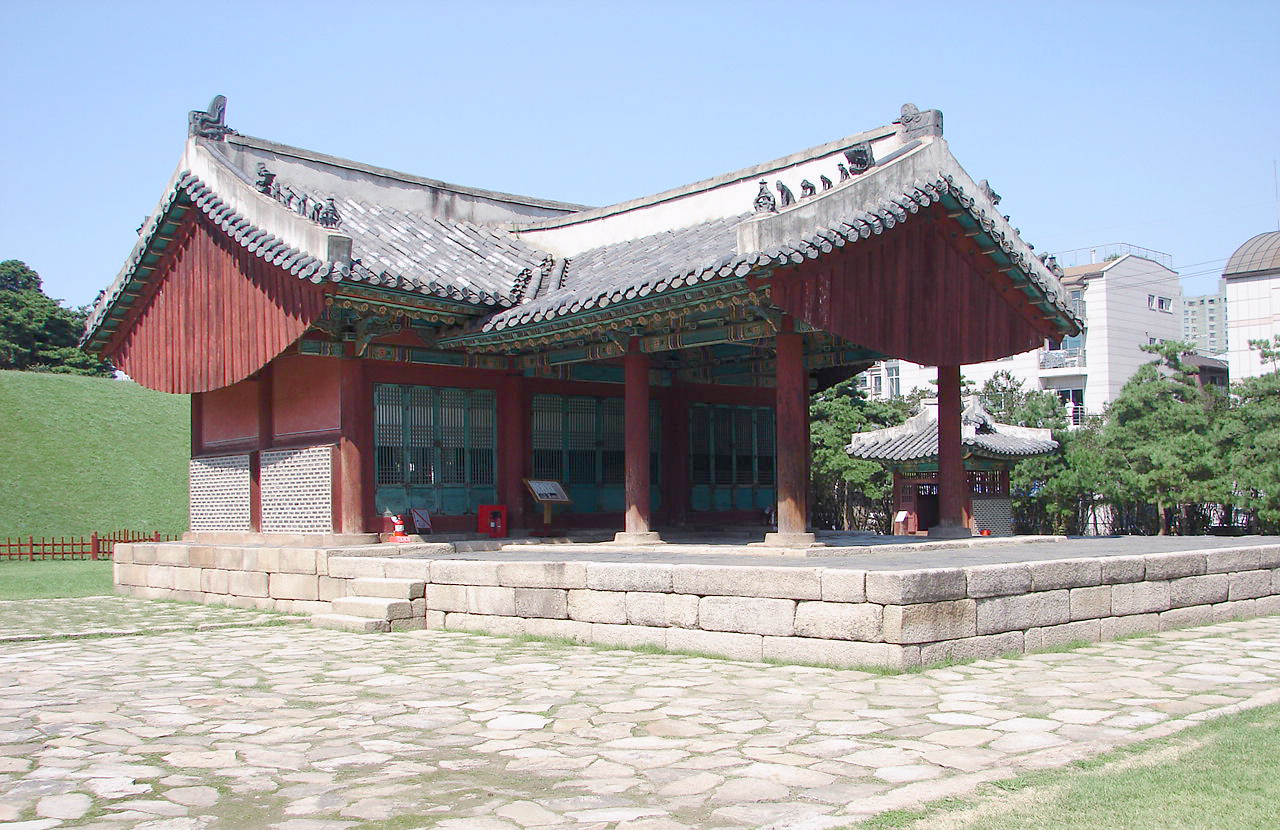
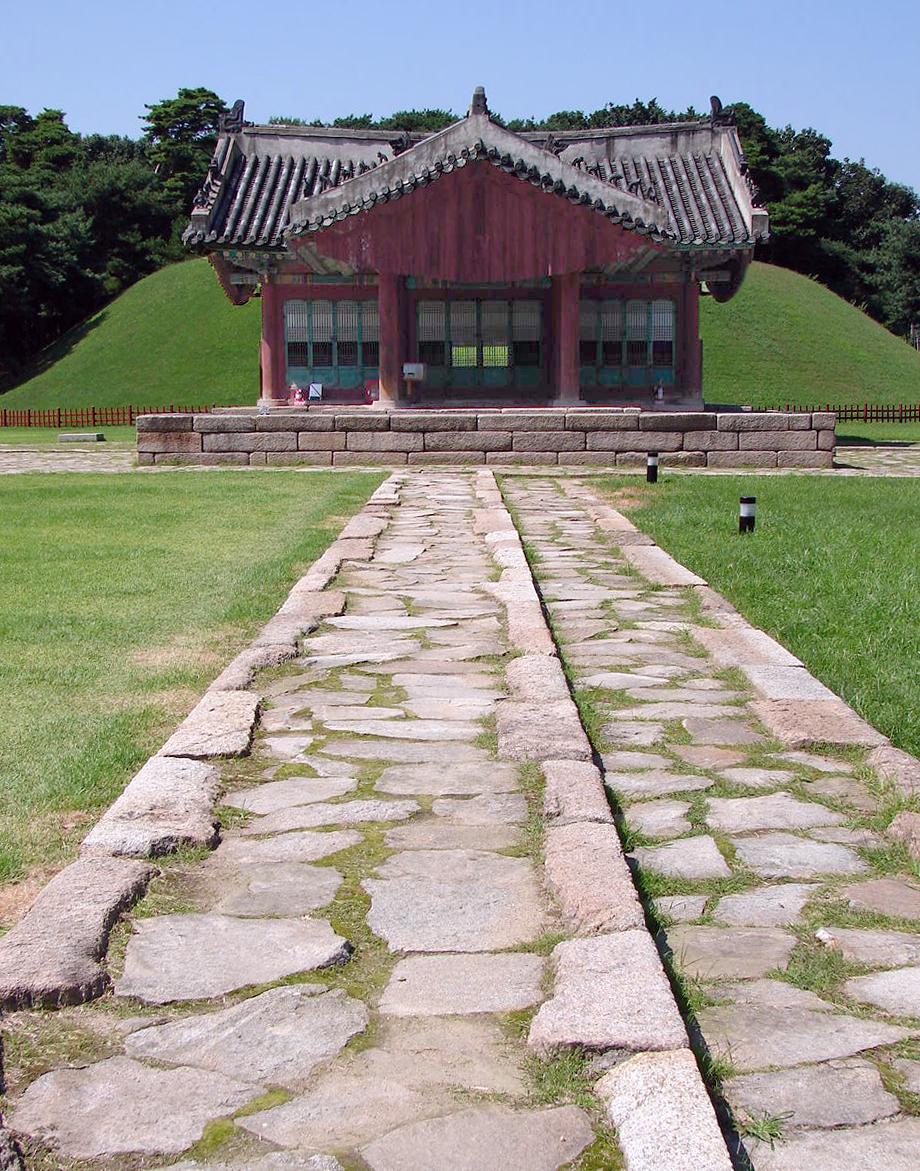
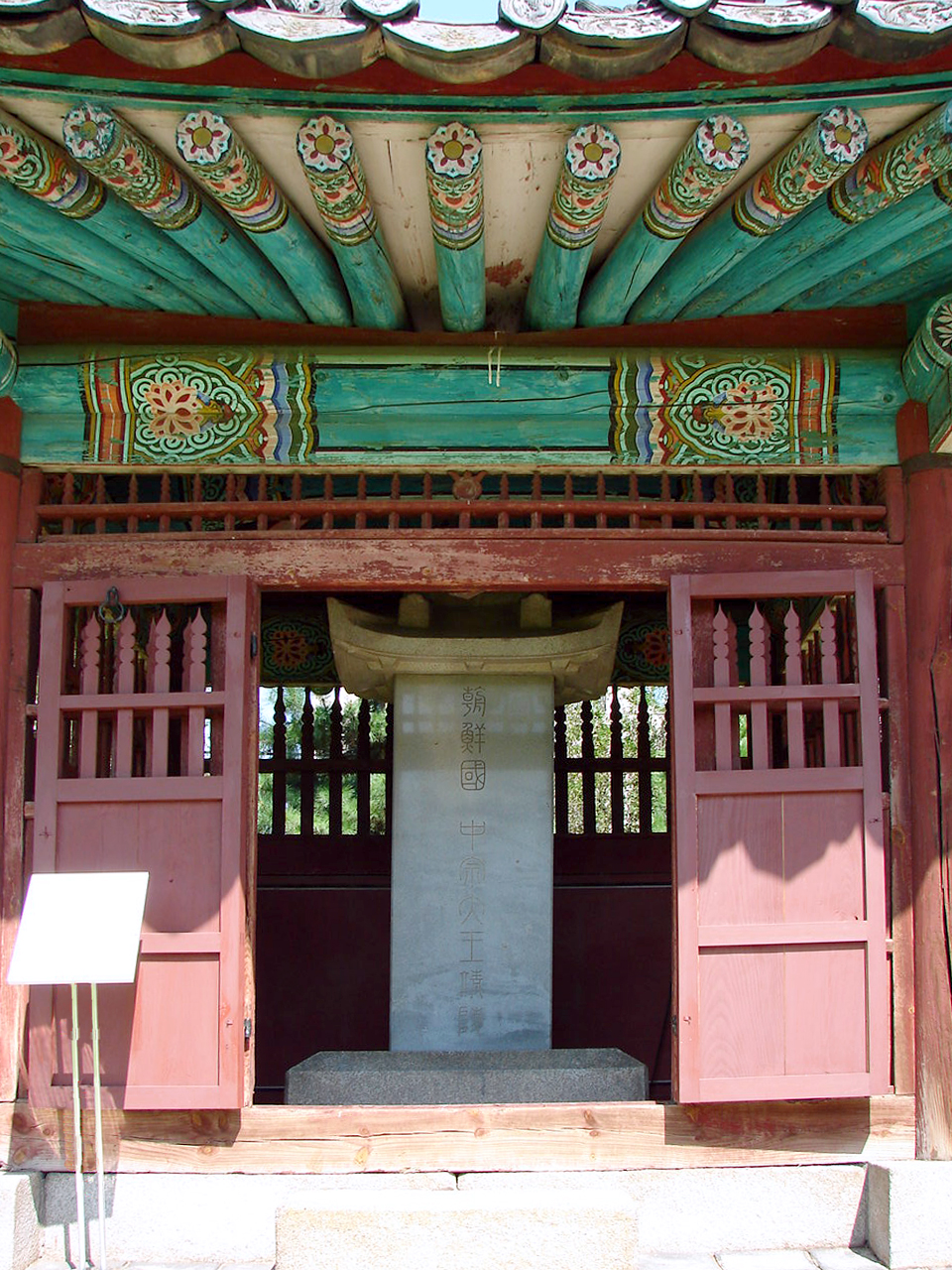

## Произведения, в которых появлялся Чонджон
| Годы      | Канал | Название                                   | Роль                  |
| --------- | ----- | ------------------------------------------ | --------------------- |
| 1985      | MBC   | 《풍란》                                   | Choi Shangxun 최상훈, |
| 1994-1995 | KBS   | Чан Ноксу                                  | ?                     |
| 1996      | KBS   | Буря 《 임꺽정》                           | Чой Са Ху             |
| 1996      | KBS   | «Жемчужина дворца» (кор. 대장금?, 大長今?) | Чой Сан Хун           |
| 1998      | SBS   | "Хонг Гиль-дон (кор. 홍길동)               | Кючул Ким             |
| 1998—2000 | KBS   | «Король и дождь»                           | Но Ян-Хак.            |
| 2001—2002 | SBS   | «Саймданг, Воспоминания о цветах»          | 최종환                |
| 2003—2004 | MBC   | 《대장금》                                 | Им Хо.                |
| 2006      | KBS2  | «Хван Джин И»                              | Пак Чан Хван.         |
| 2007—2008 | SBS   | «Король и я» (кор. 왕과 나)                | Но Янг-Хак            |
| 2011—2012 | JTBC  | «Подготовка к приобретению» (кор. 인수대)  | Пэк Сындо, Чон Чу Хёк |
| 2013      | KBS2  | «Беглец из Чосона» (кор. 천명)             | Чо Иль Хва            |
| 2016      | MBC   | Цветок в тюрьме                            | Ким Беопрэ            |
| 2017      | SBS   | Саимдан, дневник света                     | 최종환                |
| 2017      | KBS2  | Королева на 7 дней (кор. 7일의 왕비 천명)  | Ён У Чжин             |

## Фильмы
| Год                   | Название              | Актёр       |
| --------------------- | --------------------- | ----------- |
| 17 февраля 1998 года  | Diary of King Yeonsan | Ли Гын Ён   |
| 21 мая 2015 года      | The Treacherous       | Го Кён Гупё |
| 12 сентября 2018 года | Monstrum              | Пак Хи Сун  |

## Анимация
| Год  | Канал | Название                             | Актёр               |
| ---- | ----- | ------------------------------------ | ------------------- |
| 2005 | MBC   | Jang Geum’s Dream (кор. 장금이의 꿈) | Чой Хан 최한 (성우) |